# راما الثامن
الملك أناندا ماهيدول الملقب راما الثامن (بالتايلندية: พระบาทสมเด็จพระปรเมนทรมหาอานันทมหิดลฯ พระอัฐมรามาธิบดินทร)‏ فترة حكمه (2 مارس 1935 إلى 9 يونيو 1946) الملك الثامن من سلالة شاكري والملك الطفل حيث تنازل الملك راما السابع عن الحكم للملك أناندا وكان وقتها في عمر 9 سنوات تم العثور عليه مقتولاً في صباح يوم 9 يونيو 1946 بعمر 20 سنة حيث أنه الملك الوحيد في سلالة شاكري الذي لم يتوج كملك رسمي وحكم خلال فترة حكمة مجلس أوصياء.

## حادثة قتلة
في صباح يوم 9 حزيران/يونيو 1946م تم العثور على الملك الشاب مقتول على سريره في القصر الملكي في بانكوك قبل أربعة أيام فقط من سفره المقرر إلى سويسرا لدراسة درجة الدكتواره في القانون من جامعة لوزان.

### أحداث يوم 9 يونيو
كيث سيمبسون أخصائي في علم الأمراض لدى «وزارة الداخلية البريطانية» ورئيس مؤسس لإدارة الطب الشرعي في مستشفى قايز في لندن، أجرى تحليلاً الطب شرعي لوفاة الملك وحكى التسلسل التالي من الأحداث في صباح يوم 9 يونيو 1946:
- استيقظ الملك أناندا ماهيدول في السادسة صباحا.
- في 7.30 تم إعداد مائدة الإفطار على شرفة مجاورة لغرفة الملك.
- في 8.30 تم إحضار كأس من عصير البرتقال للملك ولكنه رفض العصير وذهب لفراش النوم.
- في 08:45 زار الملك شخص يُدعى سينغاسيني قائلا إنه يجب على الملك قياس ميداليات وأوسمة من المجوهرات.
- في 9 صباحا زار الملك أناندا ماهيدول شقيقه الملك بوميبول أدولياديج الذي قال بعد ذلك إنه وجده مقتولا.
- في 09:20 صباحا تمَّ سماع صوت رصاصة واحدة خارجة من غرفة نوم الملك ركض شيت إلى الممر وقام يبكي وقال «الملك قد قتل نفسه!»

تم الإعلان في الإذاعة في يوم 9 حزيران/يونيو أنه قُتل بطريق الخطأ أثناء لعبه بمسدس. اعتبرت وفاة الملك لغزاً، وفي تشرين الأول/أكتوبر 1946 ذكرت لجنة التحقيق أن وفاة الملك لا يمكن أن تكون حادثاً عرضياً.

## معرض صور

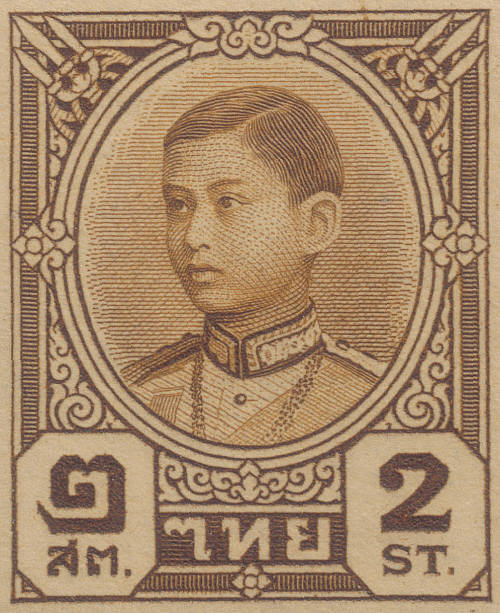
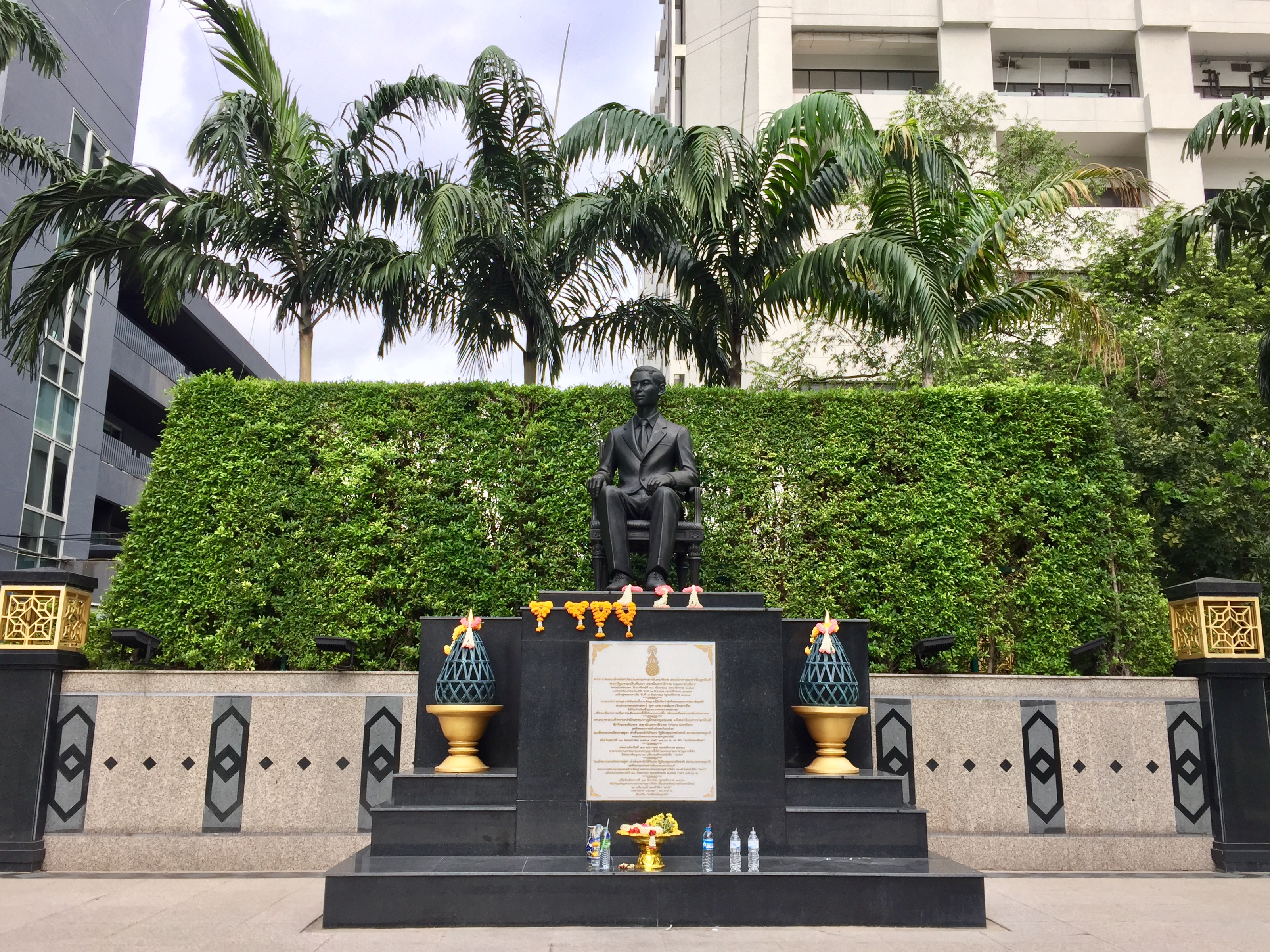
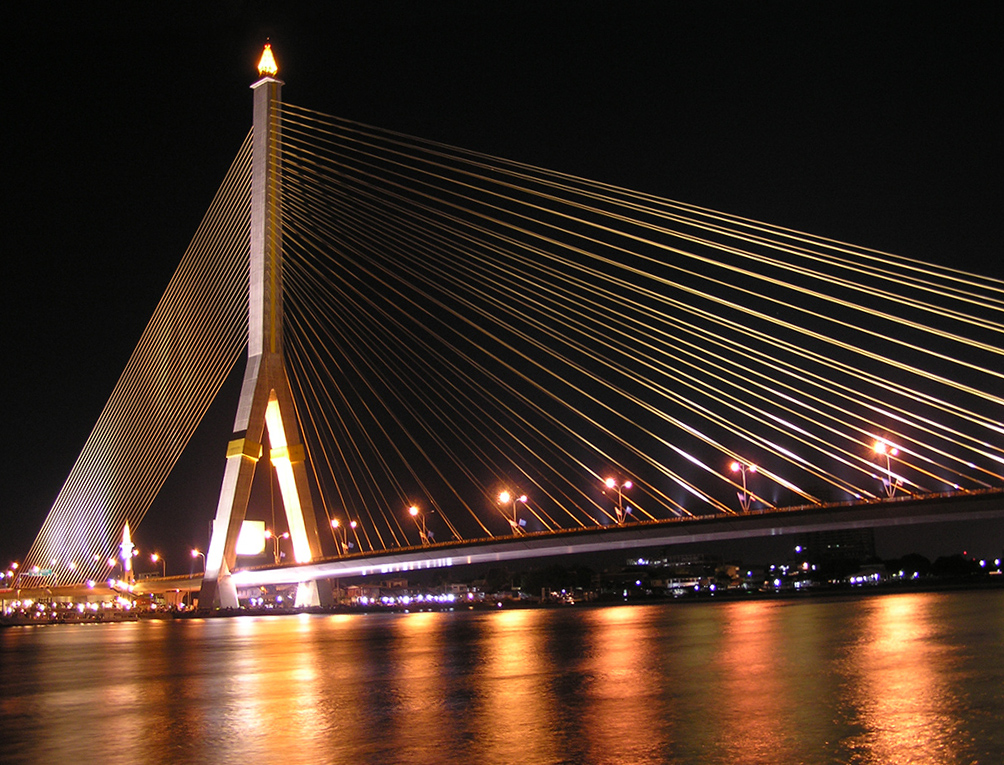
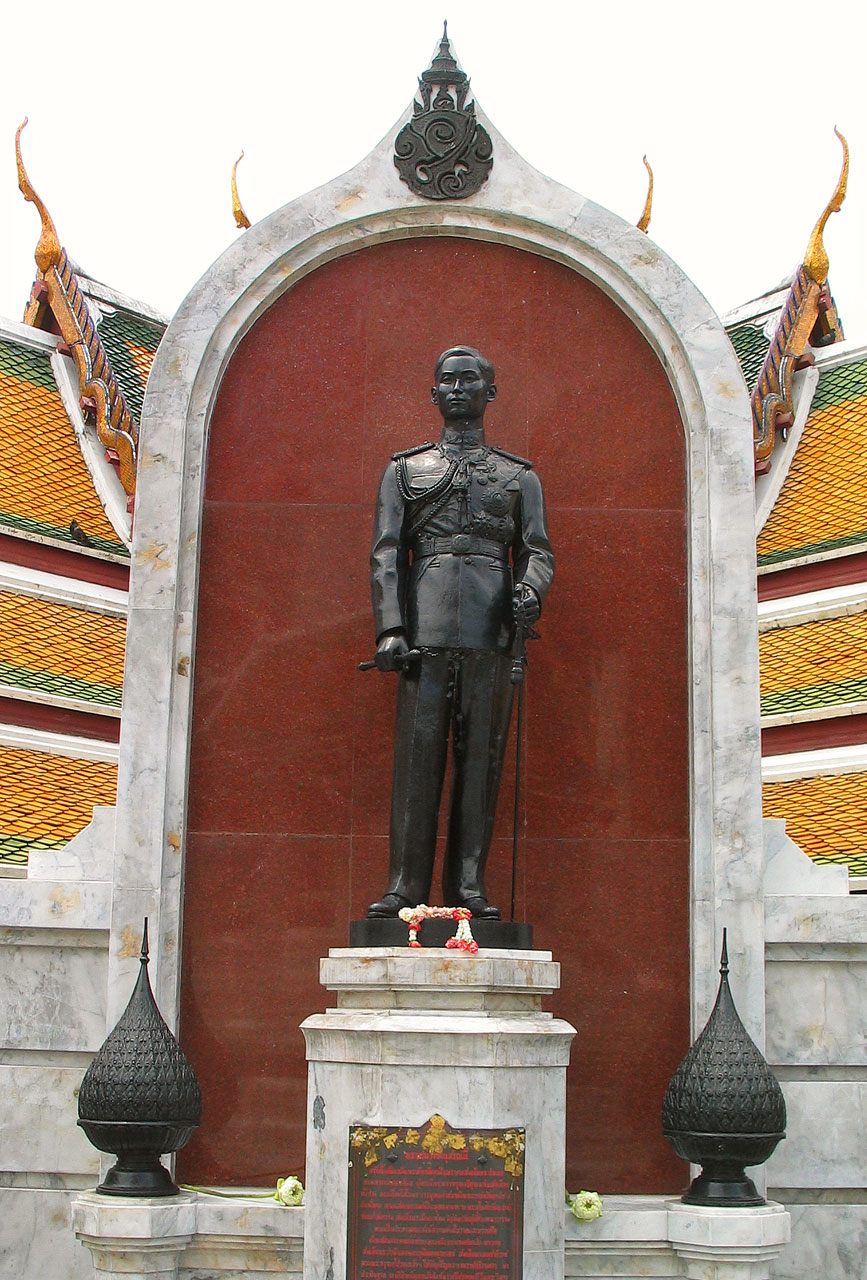

## روابط خارجية
- راما الثامن على موقع الموسوعة البريطانية (الإنجليزية)
- راما الثامن على موقع مونزينجر (الألمانية)